# Euonymus theifolius
Euonymus theifolius är en benvedsväxtart som beskrevs av Nathaniel Wallich. Euonymus theifolius ingår i släktet Euonymus och familjen Celastraceae. Inga underarter finns listade.